# And Winter Came...
And Winter Came... är ett musikalbum av Enya, utgivet den 10 november 2008.

## Låtförteckning
1. "And Winter Came..." - 3:15
2. "Journey of the Angels" - 4:47
3. "White Is in the Winter Night" - 3:00
4. "O come, O come, Emmanuel" - 3:40
5. "Trains and Winter Rains" - 3:44
6. "Dreams are More Precious" - 4:25
7. "Last Time by Moonlight" - 3:57
8. "One Toy Soldier" - 3:54
9. "Stars and Midnight Blue" - 3:08
10. "The Spirit of Christmas Past" - 4:18
11. "My! My! Time Flies!" - 3:02
12. "Oíche Chiúin (Chorale)",[1] - 3:49